# Dia de la Commonwealth
El Dia de la Commonwealth (anteriorment Empire Day) és la celebració anual de la Commonwealth, que se celebra des de 1977 el segon dilluns de març. Està marcat per un servei anglicà a l'Abadia de Westminster, al qual assisteix normalment el monarca com a cap de la Commonwealth, juntament amb el secretari general de la Commonwealth i els alts comissionats de la Commonwealth a Londres. El monarca pronuncia un discurs a tota la Commonwealth.
Tot i que té estatus oficial, el Dia de la Commonwealth no és un dia festiu a gairebé cap dels països de la Commonwealth, i hi ha poca consciència pública d'això. Està marcat com a festiu a Gibraltar, però se celebra la segona quinzena de febrer.

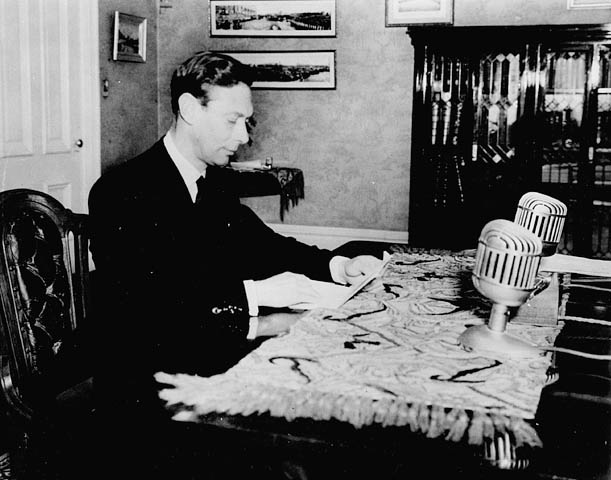
El rei Jordi VI lliurant una emissió de ràdio a l'Imperi Britànic el Dia de l'Imperi de 1939, des de Winnipeg, Manitoba, Canadà